# بيجو 5008
بيجو 5008 هي سيارة فان صغيرة من صناعة بيجو أنتجت في 2009. وقد أُنتجت بشكلين الأول ميني فان من عام 2009 حتى عام 2016، ثم أُنتجت بتصنيف كروس أوفر منذ العام 2017. عُرضت في السوق منذ شهر نوفمبر 2009.

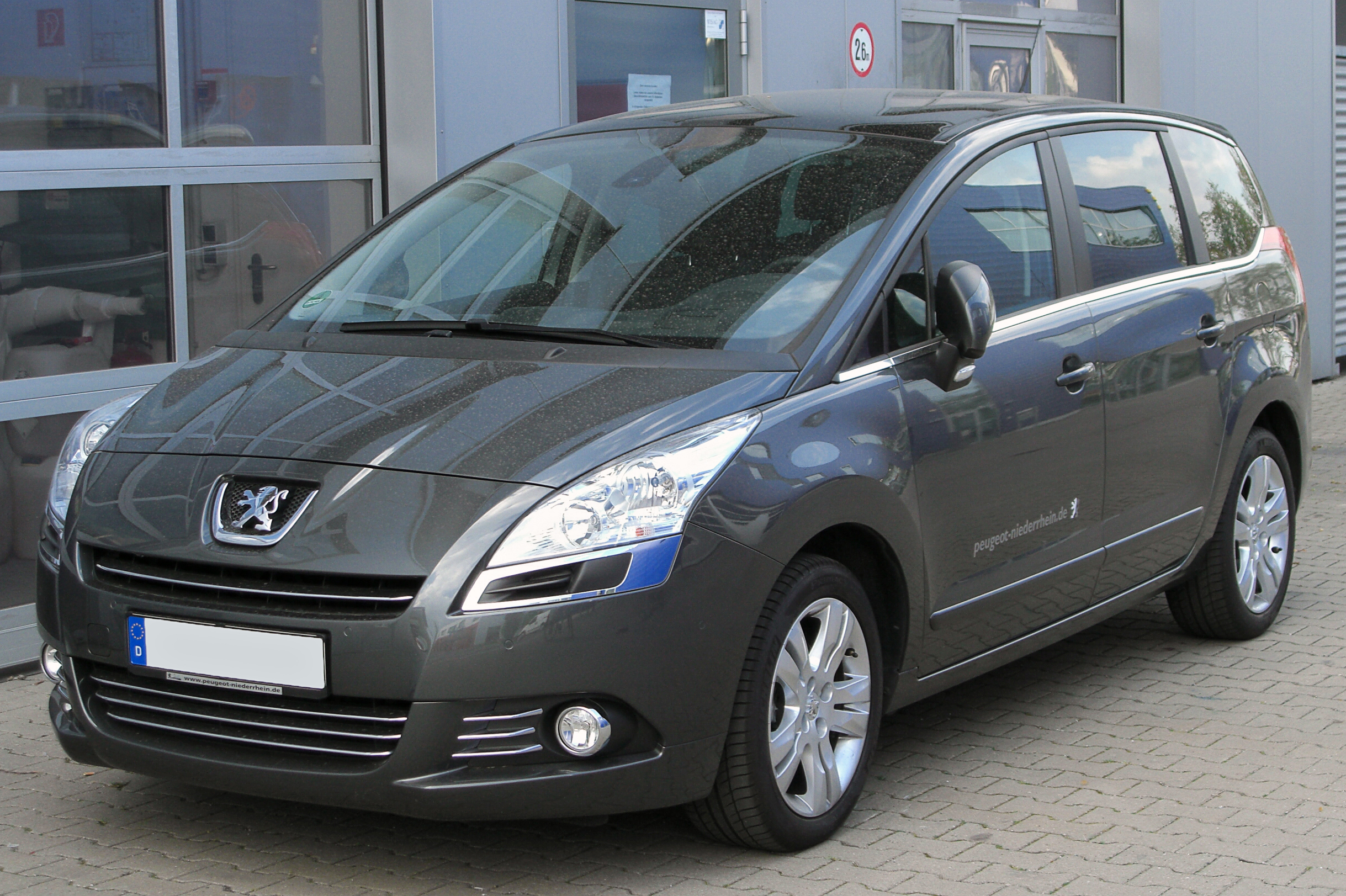
صورة السيارة من الأمام

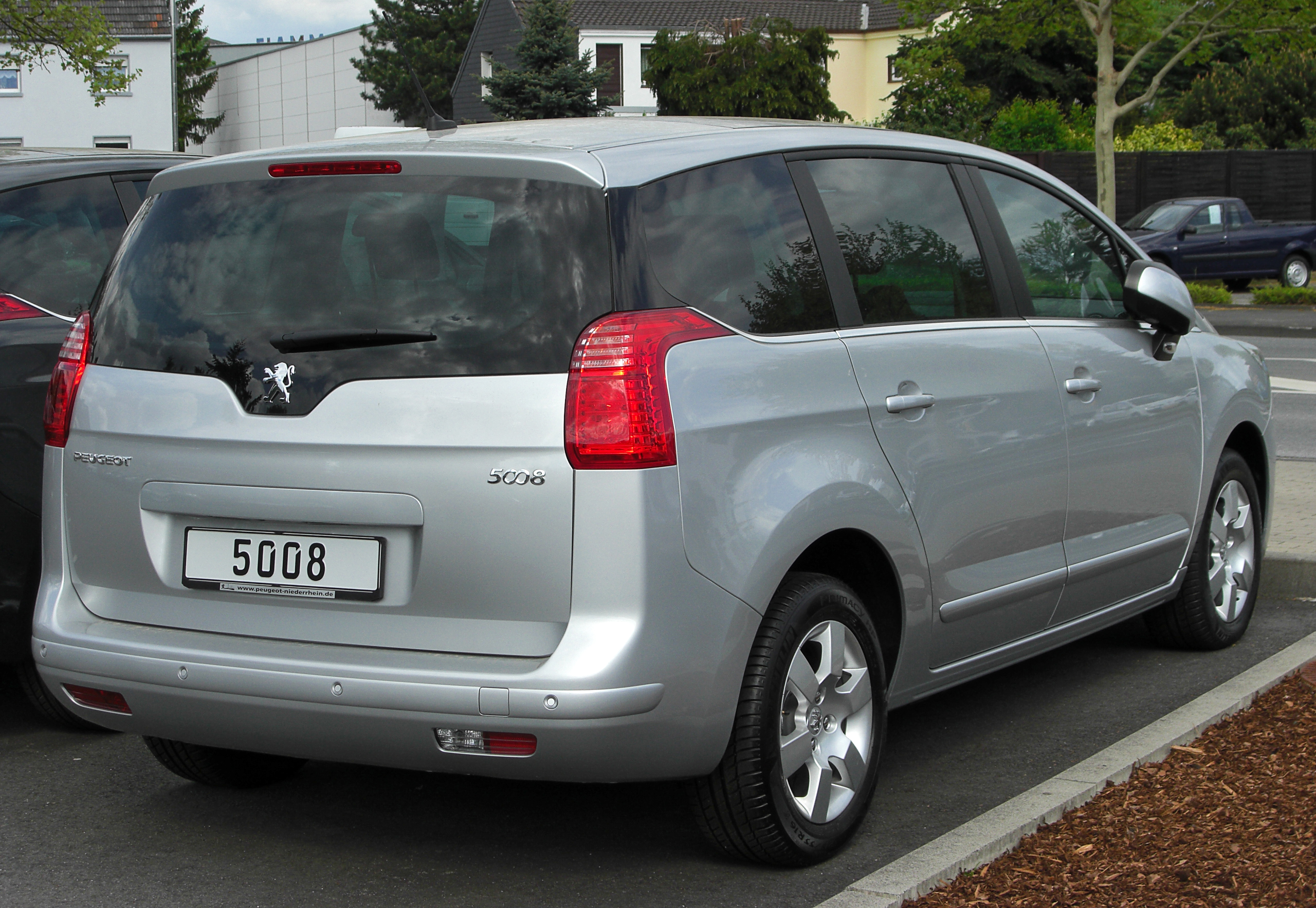
صورة السيارة من الخلف

## وصلات خارجية
- الموقع الرسمي